# Občanská Iniciativa Gory
Građanska Inicijativa Gore (srbsky Грађанска Иницијатива Горе) je kosovská politická strana, jejímž cílem je ochrana zájmů goranské komunity v Kosovu.

## Historie a cíle
Strana vznikla v roce 2000 jako občanská iniciativa a v roce 2002 byla transformována na politickou stranu. Od roku 2000 se účastnila všech parlamentních a komunálních voleb v Kosovu. V parlamentních volbách v roce 2004 strana získala 0,2 % hlasů a jedno křeslo ve 120členném kosovském parlamentu. Toto místo uhájila také ve volbách v roce 2007, které předcházely vyhlášení nezávislosti v následujícím roce. V současném kosovském parlamentu strana nemá zastoupení.
Strana uvedla, že bude usilovat o připojení Gory (bývalé převážně goranské obce, jež byla společně s obcí Opolje sloučena do nové opštiny Dragaš s albánskou majoritou) ke společenstvu srbských obcí Zajednica srpskih opština (ZSO).